# Варвар (фильм, 2003)
«Варвар» (англ. Barbarian) — американский фэнтэзийный приключенческий фильм 2003 года. Съёмки велись в Крыму с участием российских актёров.
Является ремейком фильма 1983 года «Охотник за смертью», а также содержит отсылки к фильмам «Конан-варвар» и «Королева Варваров».
Фильм имеет рейтинг «R» MPAA (лицам до 17 лет обязательно присутствие взрослого).

## Сюжет
В некоторой стране правит коварный чародей-тиран Мункар, победивший короля Кандора. Некоторые воины короля укрылись в лесу и продолжили бороться, но и они уже побеждены. Странствующий рыцарь Кейн узнал во сне от колдуньи, что существуют магические кристаллы — Амулет Жизни, Меч Правосудия и Чаша Волшебства, с помощью которых можно восстановить в мире справедливый порядок, а также завоевать любовь принцессы Гретхен, которую злой Мункар заточил во дворце. В поисках кристаллов, сражаясь со злом, Кейн собирает команду друзей, но Мункар первым находит Чашу Волшебства и с помощью неё создаёт свою тёмную армию, бой с которой и примет маленький и разношёрстный отряд Кейна.

## В ролях
- Майкл О’Херн — Кейн
- Мартин Коув — Мункар
- Александр Дьяченко — Зигрид
- Ирина Григорьева — принцесса Гретхен
- Светлана Меткина — Гильда
- Дмитрий Шевченко — Кристо
- Юрий Думчев — Тёмный Принц
- Евдокия Германова — ведьма
- Эвелина Блёданс — Севра
- Екатерина Дробыш — Дамсель
- Александр Ревенко — Толстый Король
- Ирина Карра — Ильза
- Юрий Петров — король Кандор
- Юрий Данильченко — Вуди
- Кассандра Вентура — девушка из гарема

## Производство
Съемки велись в Крыму — в Ялте на Ялтинской киностудии и на натуре: средневековом городе Чуфут-Кале, за стенами Генуэзской крепости, на вершине Ай-Петри и в Бахчисарайском дворце.
Все трюки в фильме поставили и исполнили местные каскадеры, а 15 «наложниц» для гарема Мункара специально отбирали в модельных агентствах Киева.
Для исполнителя главной роли Майкла О’Херна роль стала дебютной — он не профессиональный актёр, а спортсмен-бодибилдер и рестлер. Стоит отметить, что актёр Юрий Думчев тоже профессиональный спортсмен — шестикратный чемпион СССР в метании диска и толкании ядра.
В небольшой эпизодичной роли снялась будущая певица и звезда фильма «Шаг вперёд 2» Кэсси Вентура.
Продюсером фильма, как и оригинального фильма 1983 года «Охотник за смертью», выступил известный «король трэша» Роджер Корман. Некоторые кадры фильма являются кадрами из продюсируемого им же в 2001 году фильма «Гладиатрикс» Тимура Бекмамбетова.